# Nirmal Bhose
Nirmal Kumar Bhose (ur. w 1926, zm. w 2005) – indyjski zapaśnik walczący w stylu wolnym. Olimpijczyk z Londynu 1948, gdzie zajął jedenaste miejsce w kategorii do 57 kg.

## Letnie Igrzyska Olimpijskie 1948
| Konkurencja      | Rundy eliminacyjne    | Rundy eliminacyjne      | Klas. końcowa |
| Konkurencja      | Przeciwnik I          | Przeciwnik II           | Miejsce       |
| ---------------- | --------------------- | ----------------------- | ------------- |
| 57 kg styl wolny | Gerald Leeman (USA) P | Erkki Johansson (FIN) P | 11.           |